# Despiste (ilusionismo)

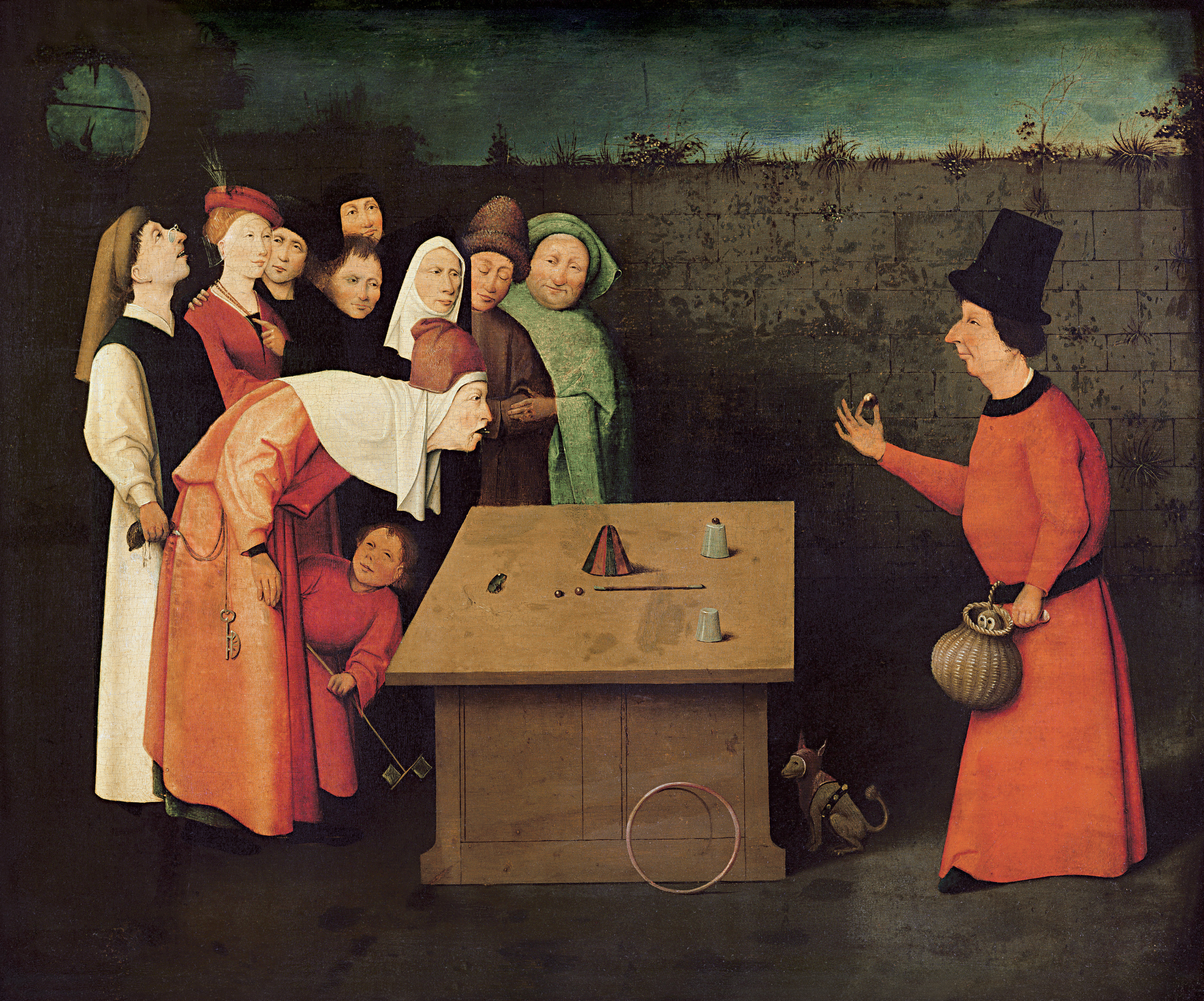
No quadro O Conjurador, de Bosch, o personagem à esquerda rouba um item de um espectador que observa atentamente a execução de um truque de mágica

No magia teatral, despiste (ou desorientação, do Inglês misdirection) é uma forma de enganação em que o artista manipula a atenção da audiência, atraindo-a para algo a fim de distraí-la de outra coisa. Seja em truques simples ou grandes produções, é o segredo central do ilusionismo. O termo pode descrever tanto o efeito (que o observador foque em um objeto sem importância) quanto o passe de mágica ou a fala que cria esse efeito.
É difícil dizer quem cunhou o termo misdirection, mas algumas das primeiras referências aparecem nos escritos dos ilusionistas e escritores Nevil Maskelyne e Harlan Tarbell.
Os ilusionistas desviam a atenção do público de duas maneiras principais. Uma é induzir o público a desviar o olhar por um breve momento a fim de que não perceba determinado truque ou movimento. Outra abordagem reestrutura a percepção dos espectadores, distraindo-os e fazendo-os pensar que certo fator tem grande influência na realização do ato, quando na verdade não existe nenhuma relação com o efeito. Dariel Fitzkee observa que "a verdadeira habilidade do ilusionista está na exibição de sua habilidade de influenciar a mente do espectador." Às vezes, até um simples apetrecho como uma "varinha mágica" ajuda no despiste.

## Uso
Na obra The Encyclopedia of Magic and Magicians, o autor TA Waters escreve que o "despiste é a pedra angular de quase toda magia bem-sucedida; sem ela, nem mesmo o mais habilidoso passe de mágica ou dispositivo mecânico conseguirá criar uma ilusão de magia real." O despiste se vale dos limites da mente humana em gerar falsas imagens e memórias; tipicamente, uma pessoa só consegue se concentrar em uma coisa de cada vez, e o ilusionista usa isso para manipular os pensamentos ou as percepções de estímulos sensoriais dos espectadores audiência, induzindo-os a conclusões falsas.
O artista pode redirecionar a atenção do público de várias maneiras. No livro The Secret Art of Magic, os autores Eric Evans e Nowlin Craver afirmam que a magia tem grandes semelhanças com a guerra, dependendo dos mesmos princípios para o seu sucesso. Eles fazem referência à Arte da Guerra de Sun Tzu para mostrar como o despiste é essencial para qualquer campanha de sucesso. Craver prossegue ilustrando, por meio dos "36 estratagemas", mostrando como elas formam um guia para cada método conhecido de desorientação. Na Segunda Guerra Mundial, a inteligência militar britânica contratou o ilusionista Jasper Maskelyne para ajudar a inventar várias formas de despiste, incluindo camuflagens.
Alguns ilusionistas que pesquisaram e desenvolveram técnicas de despiste são Max Malini, John Ramsay, Tommy Wonder, Derren Brown, Juan Tamariz, Tony Slydini e Dai Vernon.